# Ludwik Domoń
Ludwik Domoń (ur. 7 sierpnia 1899 w Ociesękach, zm. 23 maja 1977 w Katowicach) – podpułkownik dyplomowany piechoty Polskich Sił Zbrojnych.

## Życiorys
Urodził się 7 sierpnia 1899 w Ociesękach. Był synem Jana oraz bratem Władysława (1917–1984).
Po zakończeniu I wojny światowej i odzyskaniu przez Polskę niepodległości w 1918 został przyjęty do Wojska Polskiego. Został awansowany do stopnia porucznika w korpusie oficerów zawodowych administracji dział gospodarczy ze starszeństwem z dniem 1 października 1920. W 1924 pełnił służbę w Szefostwie Intendentury Dowództwa Okręgu Korpusu Nr IX, pozostając oficerem nadetatowym Okręgowego Zakładu Gospodarczego Nr 10. W listopadzie 1924 został przeniesiony do korpusu oficerów piechoty w stopniu porucznika ze starszeństwem z dniem 1 października 1920 i 19,6 lokatą z równoczesnym wcieleniem do 4 pułku piechoty Legionów w Kielcach. Ukończył IX Kurs Normalny od 2 listopada 1928 do 1 września 1930 w Wyższej Szkoły Wojennej. Uzyskał tytuł oficera dyplomowanego. Został awansowany do stopnia kapitana piechoty. W 1932 był oficerem 25 Dywizji Piechoty w Kaliszu. W styczniu 1934 został przeniesiony do 72 Pułku Piechoty w Radomiu. W marcu 1939 pozostawał w stanie nieczynnym.
Pod koniec lat 30. był prezesem lwowskiego oddziału POW i sekretarzem Sekretariatu Komitetu Porozumiewawczego Polskich Organizacji.
Po wybuchu II wojny światowej, kampanii wrześniowej i agresji ZSRR na Polskę z 17 września 1939 został aresztowany przez Sowietów. Od 1940 był osadzony w obozie jenieckim NKWD w Griazowcu. Na mocy układu Sikorski-Majski z 30 lipca 1941 odzyskał wolność, po czym wstąpił do formowanej Armii Polskiej w ZSRR gen. Władysława Andersa. Od 8 kwietnia do 30 października 1942 w stopniu podpułkownika był dowódcą 18 pułku piechoty. Później pełnił funkcję szefa sztabu 6 Lwowskiej Dywizji Piechoty. Wraz z 2 Korpusem Polskim Polskich Sił Zbrojnych przebył szlak przez Bliski Wschód. Sprawował stanowisko dowódcy 18 Lwowskiego batalionu strzelców. W tej funkcji brał udział w kampanii włoskiej, uczestniczył w walkach w bitwie o Monte Cassino, gdzie został ciężko ranny. Od 25 sierpnia do 15 października 1944 sprawował stanowisko zastępcy dowódcy 6 Lwowskiej Brygady Piechoty. Następnie od grudnia 1944 r. w Wyższej Szkole Wojennej w Peebles w Szkocji jako wykładowca i kierownik Katedry Taktyki Piechoty.

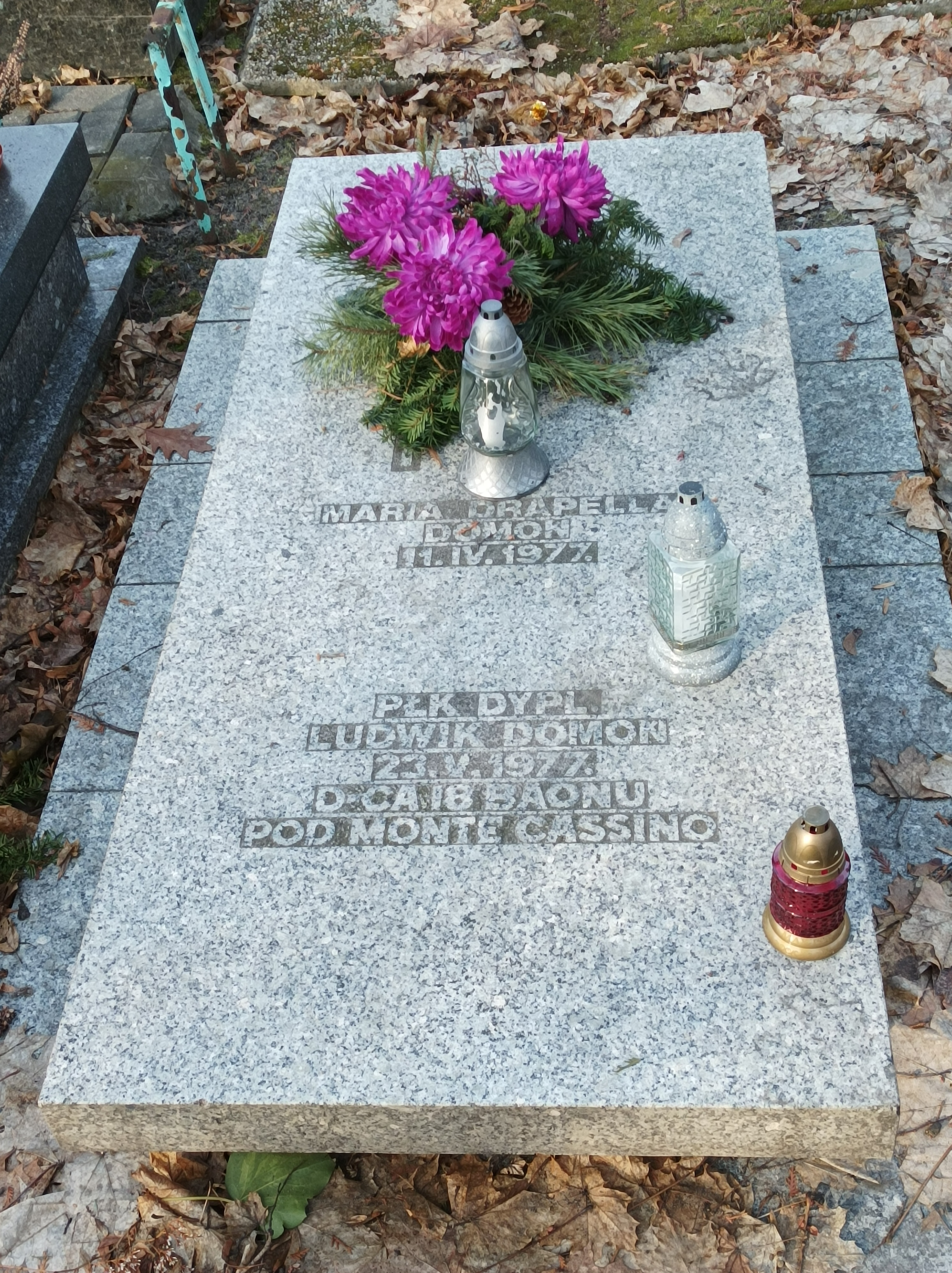
Grób ppłka Ludwika Domonia na cmentarzu przy ul. Francuskiej w Katowicach

Zmarł 23 maja 1977 w Katowicach.

## Awanse
- podporucznik
- porucznik – zweryfikowany w stopniu porucznika piechoty ze starszeństwem z dniem 1 września 1920[19].
- kapitan – starszeństwo z dniem 1 stycznia 1930[20].
- major – ze starszeństwem z 19 marca 1939 i 125. lokatą w korpusie oficerów piechoty[9]
- podpułkownik –

## Ordery i odznaczenia
- Krzyż Srebrny Orderu Virtuti Militari[21] nr 8663
- Krzyż Kawalerski Orderu Odrodzenia Polski (9 listopada 1931)[22]
- Złoty Krzyż Zasługi (11 listopada 1937)[23]
- Medal Niepodległości (16 września 1931)[24]
- Krzyż Pamiątkowy Monte Cassino nr 19260[25]
- Odznaka za Rany i Kontuzje[26]